# Phanerotoma bennetti
Phanerotoma bennetti är en stekelart som beskrevs av Muesebeck 1955. Phanerotoma bennetti ingår i släktet Phanerotoma och familjen bracksteklar. Inga underarter finns listade i Catalogue of Life.